# Комаров, Василий Архипович
Василий Архипович Комаров (1924—1983) — советский лётчик-испытатель, Герой Советского Союза (1971).

## Биография
Василий Комаров родился 7 февраля 1924 года в селе Лапино (ныне — Щёкинский район Тульской области). В 1928 году переехал в посёлок Волово, а в 1931 году — в Москву, где окончил десять классов школы и аэроклуб. В 1941 году Комаров был призван на службу в Рабоче-крестьянскую Красную Армию. В 1943 году он окончил Армавирскую военную авиационную школу лётчиков. С декабря 1944 года — на фронтах Великой Отечественной войны. В 1948 году Комаров был уволен в запас. В 1950 году он окончил Школу лётчиков-испытателей, в 1957 году — Московский авиационный институт.
С 1950 по 1971 год Комаров был лётчиком-испытателем Лётно-исследовательского института. Принимал участие в испытаниях самолётов «СЕ», «Ту-16», «Ту-16Б», «Ту-16ЛЛ», «Ту-104», «Ту-124», «Ан-10», «Ан-12», «Ан-22», «Ан-24», «Ил-18», «Ил-62». Будучи вторым пилотом, Комаров установил пять мировых авиационных рекордов.
Указом Президиума Верховного Совета СССР от 26 апреля 1971 года за «мужество и героизм, проявленные при освоении новой военной техники», Василий Комаров был удостоен высокого звания Героя Советского Союза с вручением ордена Ленина и медали «Золотая Звезда» за номером 11399.
В 1971 году Комаров ушёл с лётной работы, после чего работал сначала заместителем начальника ОКБ Яковлева по лётной части, затем инженером в ОКБ Микояна. Проживал в городе Жуковском Московской области.
Скончался 18 сентября 1983 года, похоронен на Быковском кладбище Жуковского.
Заслуженный лётчик-испытатель СССР (1964). Был награждён двумя орденами Ленина и орденом Красной Звезды, рядом медалей.